# Піщане (Каховський район)
Піща́не — село в Україні, у Новокаховській міській громаді Каховського району Херсонської області. Населення становить 262 осіб. 24 лютого 2022 року село тимчасово окуповане російськими військами під час російсько-української війни.